# Fernando Vázquez Orcall
Fernando Vázquez Orcall (Manresa, Bages, 22 de setembre de 1814 - Porto, Portugal, 30 de gener de 1875) fou un militar català del bàndol carlí.
Fill d'un tinent coronel de l'Exèrcit espanyol, als sis anys fou nomenat cadet i als catorze assentà plaça, assolint el grau de sergent primer en el batalló provincial de Ciudad Real, en el que serví fins que en morir Ferran VII ingressà en l'exèrcit carlista, distingint-se en diverses accions de guerra. A les ordres del general Cabrera, guanyà el grau de comandant i la Creu de Sant Ferran. En l'expedició i marxa sobre Madrid del general García Margallo, Vázquez Orcall sol·licità formar part d'aquesta conferint-se-li el comandament del batalló 7.e de Castella, sent fet presoner en la sorpresa de Béjar i tancat en el castell de Santa Catalina de Cadis fins després del Conveni de Vergara, havent renunciat a afalagadores ofertes que se li feren per ingressar en l'exèrcit isabelí.
Després de la pau, s'establí a Ciudad Real, i el 1848 tornà a prendre les armes per a Carles, sent intendent militar de la regió de la Manxa. Fet presoner de bell nou, després es retirà a la vida privada, acceptant únicament els càrrecs de regidor de l'ajuntament de Ciudad Real i diputat provincial per Almadén, per servir els interessos morals i materials del seu país.
En ser destronada Isabel II, Vázquez Orcall anà a oferir de nou els seus serveis a Carles i el 5 de maig de 1872 sortí de nou en campanya al capdavant d'una brigada carlina, que tingué en escac a diverses columnes liberals, durant alguns mesos, als voltants de Ciudad Real, fins que va contraure una malaltia que l'obligà a refugiar-se a Portugal, on morí.